# Maggie Gee
Maggie Mary Gee (Poole, 2 novembre 1948) è una scrittrice britannica.
Finalista al Women's Prize for Fiction e all'International IMPAC Dublin Literary Award, ha pubblicato tredici romanzi.

## Opere
- Anni luce (Light Years)
- Il pianeta di ghiaccio (The Ice People)
- The White Family
- Il diluvio (The Flood)